# Lianglu (socken i Kina, lat 29,93, long 102,38)
Lianglu (kinesiska: 两路乡, 两路) är en socken i Kina. Den ligger i provinsen Sichuan, i den sydvästra delen av landet, omkring 180 kilometer sydväst om provinshuvudstaden Chengdu.
Genomsnittlig årsnederbörd är 1 146 millimeter. Den regnigaste månaden är juli, med i genomsnitt 229 mm nederbörd, och den torraste är december, med 8 mm nederbörd.